# Diocesi di Torcello
La diocesi di Torcello (in latino Dioecesis Torcellana) è una sede soppressa e sede titolare della Chiesa cattolica.

## Storia
La diocesi è nata nel 639 come erede della diocesi di Altino (continuò a denominarsi tale sino all'inizio dell'XI secolo) che si era trasferita in laguna dopo la decadenza dell'antica sede e la conquista dei Longobardi, popolo di confessione ariana. Dopo questo evento, la diocesi mantenne la giurisdizione sulle sole isole della Laguna di Venezia settentrionale, tra cui Murano e Burano, mentre l'entroterra, compresa Altino, passava a Treviso. La sede episcopale era posta nella basilica di Santa Maria Assunta.
Rispetto alle altre diocesi lagunari, Torcello deteneva numerose proprietà di terraferma, ovvero entro i confini del Sacro Romano Impero. Nei primi tempi, quindi, essa rappresentò una sorta di ponte tra il Ducato e il Regnum: si pensi ai diplomi emessi in suo favore da Carlo Magno, Lotario I, uno degli Ottoni, Corrado II il Salico, probabilmente Enrico IV e infine Federico I, o alla presenza dei conti di Treviso in qualità di avvocati del vescovo o, ancora, all'impiego della decima prediale, sconosciuta alla tassazione realtina. Ciò fa inoltre supporre che Torcello, almeno per un periodo, si fosse schierata con il patriarcato di Aquileia nella lotta che oppose quest'ultimo al patriarcato di Grado.
L'abbondante documentazione ha permesso di ricostruire la struttura ecclesiastica della diocesi nel medioevo e la sua evoluzione nel tempo. Come per le diocesi di terraferma, essa si basava sul sistema delle plebs cum capellis, ovvero sull'esistenza di alcune chiese privilegiate dalle quali dipendevano varie cappelle minori. Da un privilegio papale del 1064 è noto che Torcello comprendeva sette pievi, distribuite nel lido Bovense (ovvero Lio Maggiore), ad Ammiana, Costanziaco, Burano (due), Mazzorbo e Murano. L'elenco viene confermato in altri due privilegi di papa Pasquale II (1106) e papa Urbano III (1187), tuttavia in un documento del 1151 compaiono otto pievi, delle quali una sola a Burano, due a Murano e due a Costanziaco. Risulta evidente, quindi, come questa organizzazione fosse molto suscettibile ai fenomeni demografici che portavano alla decadenza di alcune chiese e all'affermazione di altre, e anche alla tendenza all'emancipazione di certe cappelle.
Sul finire del XII secolo, la diocesi di Torcello cominciò ad avanzare pretese sull'area di terraferma dove un tempo sorgeva Altino, allora controllata dalla diocesi di Treviso. Nel 1177 il vescovo Leonardo Donato ottenne un diploma dall'imperatore Federico Barbarossa, con il quale estendeva la diocesi sulla cappella di San Michele del Quarto (l'odierna Quarto d'Altino), ponendo il confine tra le due diocesi lungo la fossa d'Argine, il canale che sin dai tempi di Carlo Magno segnava il confine tra Venetici e Longobardi. La già citata bolla di papa Urbano III del 1187 confermava quanto stabilito e aggiungeva a Torcello altri beni, in particolare le cappelle di San Pietro di Terzo, Sant'Elena di Tessera e San Felice di Dozza.
La decadenza della città di Torcello, di certo un tempo fiorente e adatta ad ospitare la sede episcopale, costrinse i vescovi a stabilirsi - prima gradualmente, poi definitivamente - a Murano. Nel Seicento, durante il vescovado di Marco Giustiniani, venne costruito il palazzo vescovile di Murano (oggi l'edificio ospita il Museo del vetro). In effetti, i vescovi di Torcello, consci del loro inarrestabile declino, cercarono più volte di riaffermare il loro titolo attraverso sinodi e visite pastorali.
Alla vigilia della sua soppressione, la diocesi di Torcello risultava povera e decadente. Rimasta senza un vescovo a partire dal 1804, nel 1807 contava solo dieci canonici. La sua mensa era poco redditizia e nel 1806 finì addirittura in rosso. Non aiutavano le caratteristiche del territorio, che contava appena quindicimila abitanti distribuiti in undici parrocchie, a fronte di un territorio molto vasto e in gran parte paludoso; numerosi erano invece i monasteri, ma con l'arrivo di Napoleone Bonaparte furono tutti chiusi. Paradossalmente, nel 1812 risultavano ancora due seminaristi.
Il 1º maggio 1818 con la bolla De salute Dominici gregis, papa Pio VII soppresse la diocesi e ne incorporò il territorio nel patriarcato di Venezia. La cattedrale di Santa Maria Assunta divenne così semplice parrocchiale che, per il progressivo diminuire della popolazione, finì per essere ulteriormente retrocessa a basilica-santuario dipendente dalla parrocchia di Burano (1986).
Dal 1968 Torcello è annoverata tra le sedi vescovili titolari della Chiesa cattolica; dal 25 gennaio 2010 l'arcivescovo, titolo personale, titolare è Piero Pioppo, nunzio apostolico in Indonesia e presso l'Associazione delle Nazioni del Sud-est asiatico.

## Cronotassi

### Vescovi
- Paolo † (? - circa 635)
- Mauro † (circa 635 - dopo il 640)
- Giuliano † (prima del 642 - circa 679 deceduto)
- Paolo † (menzionato nel 680)
- Adeodato I † (circa 697)
- Guitonio † (? - 724)
- Onorio † (724 - ?)
- Vitale † (? - 734 deceduto)
- Severo † (734 - ?)
- Domenico I † (? dimesso)
- Giovanni I † (circa 800)
- Adeodato II † (? - 864 deceduto)
- Senatore † (864 - 874 deceduto)
- Domenico Caloprino † (874 - ?)
- Benedetto † (circa 880)
- Giovanni II † (circa 900)
- Giberto † (?)
- Pietro † (?)
- Marino † (?)
- Domenico Candiano † (prima del 940 - circa 949 deceduto)
- Mirico (Mineo o Marco) † (?)
- Pietro † (menzionato nel 950)
- Giovanni III † (prima del 961 - dopo il 982)
- Valerio † (prima di febbraio 999 - 1008 deceduto)
- Orso Orseolo † (1008 - 1018 nominato patriarca di Grado)
- Vitale Orseolo † (1018 - 1026 deposto)
- Vitale Orseolo † (1031 - dopo giugno 1041) (per la seconda volta)
- Giovanni IV † (circa 1045 - ?)
- Orso II † (prima del 1068 - dopo maggio 1098)
- Stefano Silvio † (prima del 1107 - dopo il 1127)
- Pietro Michiel † (menzionato nel 1152)
- Angelo Molino † (prima di agosto 1158 - ?)
- Martino Orso † (dicembre 1172 - ?)
- Leonardo Donato † (agosto 1177 - dopo il 3 ottobre 1197)
- Stefano Capellizo † (1197 - ?)
- Giovanni Moro † (circa 1200)
- Buono Balbi † (prima di febbraio 1212 - 9 settembre 1215 deceduto)
- Stefano Nadal † (20 marzo 1216 - dopo il 1246 deceduto)
- Goffredo, O.P. † (20 giugno 1253 - dopo l'8 dicembre 1256)
- Egidio Gallucci, O.P. † (prima del 5 dicembre 1259 - dopo il 1288)
- Enrico Contarini † (circa 1289 - 1290 deceduto)[5]
- Airone[6] † (16 settembre 1290 - circa 1303 deceduto)
- Francesco Tagliapietra † (novembre 1303 - dopo il 10 gennaio 1313 deceduto)
- Francesco II Dandolo † (1313 - prima del 12 febbraio 1314)
- Domenico IV † (circa 1314 - 16 gennaio 1318 nominato patriarca di Grado)
- Giuliano II, O.S.B. † (23 dicembre 1317 - dopo il 15 gennaio 1318 deceduto)
- Tolomeo da Lucca, O.P. † (15 marzo 1318 - 1327 deceduto)
- Bartolomeo de' Pasquali, O.P. † (2 giugno 1327 - 1335 deceduto)
- Giacomo Morosini † (1335 - 7 maggio 1351 deceduto)
- Petrocino Casaleschi, O.S.B. † (10 giugno 1351 - 26 aprile 1362 nominato arcivescovo di Ravenna)
- Giovanni VI de Caturco, O.F.M. † (18 maggio 1362 - ? deceduto)
- Paolo Balando † (15 gennaio 1367 - 1377)
- Filippo Balando † (1377 - ?)
- Filippo Nani † (? - 1405 deceduto)[7]
- Donato de Greppa † (10 luglio 1405 - dopo il 18 febbraio 1418 deceduto)
- Pietro Nani † (18 aprile 1418 - 1426 deceduto)
- Filippo Paruta † (2 aprile 1426 - 20 febbraio 1448 nominato arcivescovo di Candia)
- Domenico Dominici † (20 febbraio 1448 - 14 novembre 1464 nominato vescovo di Brescia)
- Placido Pavanello, O.S.B.Vall. † (5 novembre 1464 - 1471 deceduto)
- Simeone Contarini † (4 settembre 1471 - 1485 deceduto)
- Stefano Taleazzi † (5 settembre 1485 - 1515 deceduto)
- Girolamo Porcia † (1515 - 1526 deceduto)
- Girolamo Foscari † (16 maggio 1526 - 2 gennaio 1563 deceduto)
- Giovanni Dolfin † (3 gennaio 1563 - 26 agosto 1579 nominato vescovo di Brescia)
- Carlo Pisani † (26 agosto 1579 - 1587 deceduto)
- Antonio Grimani † (26 ottobre 1587 - 22 maggio 1618 nominato vescovo coadiutore del patriarca di Aquileia)
- Zaccaria della Vecchia † (14 maggio 1618 - 1625 deceduto)
- Marco I Giustinian † (3 marzo 1625 - 27 ottobre 1625 nominato vescovo di Ceneda)
- Marco Zen † (20 luglio 1626 - 6 febbraio 1641 deceduto)
- Marco Antonio Martinengo † (13 luglio 1643 – 17 luglio 1673 deceduto)
- Giacomo Vianol † (18 dicembre 1673 – 21 novembre 1691 deceduto)
- Marco II Giustinian † (24 marzo 1692 - 2 marzo 1735 deceduto)
- Vincenzo Maria Diedo † (14 marzo 1735 - 13 luglio 1753 deceduto)
- Nicolò Antonio Giustinian, O.S.B. † (26 novembre 1753 - 12 febbraio 1759 nominato vescovo di Verona)
- Marco Giuseppe Cornaro † (28 maggio 1759 - 6 aprile 1767 nominato vescovo di Vicenza)
- Giovanni Nani † (10 luglio 1767 - 19 aprile 1773 nominato vescovo di Brescia)
- Paolo Da Ponte, O.C.D. † (13 settembre 1773 - marzo 1792 deceduto)
- Nicolò Angelo Sagredo † (18 giugno 1792 - 16 agosto 1804 deceduto)
  - Sede vacante (1804-1818)

### Vescovi titolari
- Gino Paro † (5 maggio 1969 - 21 settembre 1988 deceduto)
- Giovanni Tonucci (21 ottobre 1989 - 18 ottobre 2007 nominato prelato di Loreto)
- Gianfranco Agostino Gardin, O.F.M.Conv. † (1º novembre 2007 - 18 dicembre 2009 nominato arcivescovo, titolo personale, di Treviso)
- Piero Pioppo, dal 25 gennaio 2010